# Бальзаминові
Бальзаминові (Balsaminaceae) — родина рослин порядку вересоцвітих (Ericales).

## Опис
Однорічні та багаторічні трави з соковитими прозорими стеблами і черговим або супротивним простим листям, в основі якого розташовані дрібні залози.

## Класифікація
До родини відносять два роди:
- Hydrocera — рід водних рослин, що включає лише один вид.
- Impatiens — понад 1000 видів.